# Targum
Con il termine targum [leggi targùm] (pl. targumim [leggi targumìm]), ovvero traduzione in aramaico, si indica la versione in lingua aramaica della Bibbia ebraica.
Una volta liberati dall'esilio babilonese, gli Ebrei fecero ritorno in Giudea (539 a.C.). La lingua di Israele e della Giudea era l'aramaico (idioma semitico scritto dai giudei con gli stessi caratteri dell'alfabeto ebraico). Il popolo ebraico abbandonò progressivamente l'ebraico a favore dell'aramaico come lingua parlata . Ma la preghiera e la lettura della Bibbia dovevano comunque essere espresse in ebraico, che rimaneva la lingua sacra degli Ebrei. Il problema fu risolto, in alcune sinagoghe, con un compromesso: si leggeva un brano in ebraico seguito dalla traduzione in aramaico letta dal meturgeman. Col tempo si fece sempre più pressante l'esigenza di tradurre i testi della Bibbia in aramaico, soprattutto per uso privato.

A partire dal II secolo a.C. si svilupparono così i Targumim (plurale di Targum, vocabolo che significa semplicemente
"traduzione"), ovvero le traduzioni in aramaico della Bibbia ebraica.

## I due Targumim ufficiali

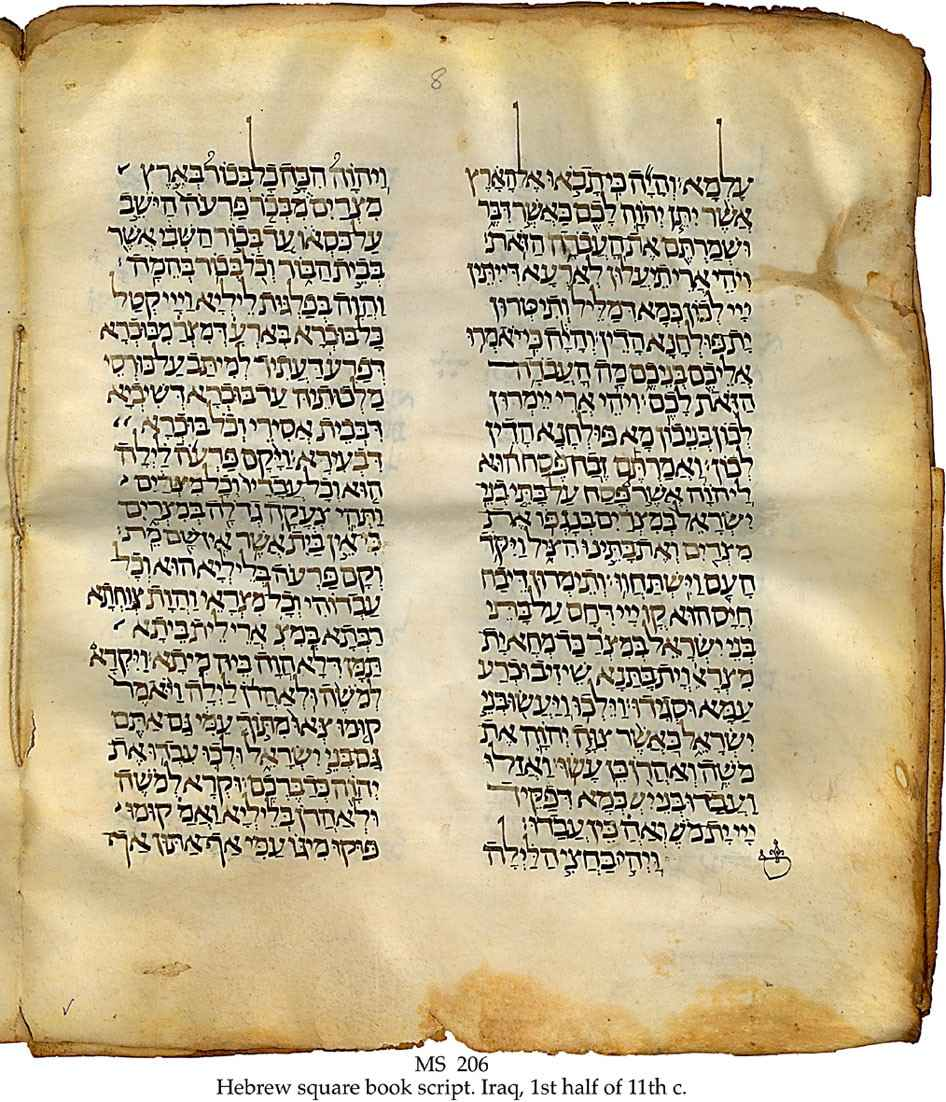
Targum di Onkelos dell'XI secolo, trovato in Kurdistan, proprietà della Collezione Schøyen.

- Targum di Onkelos o Targum Babilonese è databile in un periodo incerto che va dal 60 a.C. al II secolo d.C., prodotto da una scuola attiva a Babilonia. Il nome Onkelos è una corruzione di Aquila, lo stesso redattore della versione greca, che venne tradizionalmente ed erroneamente indicato come autore del Targum. Traduce il testo della sola Torah.
- Il Targum Yonathan ben Uzziel contiene solo i libri dei Profeti, anteriori e posteriori. È considerato coevo al Targum di Onkelos, e anch'esso redatto a Babilonia.

Sia il Targum di Onkelos che il Targum Ben Uzziel mostrano un aramaico con influssi di babilonese, sebbene nel complesso risultino composti in un aramaico fondamentalmente palestinese. Probabilmente a Babilonia furono fissati in una redazione definitiva i due targumim di origine palestinese. Tendenzialmente, il criterio di traduzione è quello di rendere i termini originali ebraici con i rispettivi aramaici. Ogni targum però ha un suo stile peculiare, reso variegato dal fatto di essere frutto di una redazione collettiva, per cui in alcuni testi, in particolare in Ben Uzziel, la parafrasi tende a prendere il posto della traduzione letterale. Il distacco tra originale ebraico e versione aramaica avviene in particolare: 
- laddove si cercano di eliminare caratteri antropomorfi di Dio tramite circonlocuzioni;
- quando il testo ebraico risulta oscuro al traduttore che lo altera deliberatamente;
- nella resa di alcuni nomi geografici (per esempio Sennaar diventa Babilonia, gli Ismaeliti diventano Arabi).

I due Targumim ufficiali si possono leggere in traduzione italiana.

## Il Targum Yerushalmi
A latere di questi Targumim, considerati ufficiali dalla tradizione rabbinica e dai Talmud, si svilupparono altre versioni non ufficiali. Con Targum Yerushalmi (= di Gerusalemme) o Targum Palestinese si intendono tre diversi testi.
- Targum Yerushalmi I, indicato anche come Targum Pseudo-Yonathan, poiché nella sua prima edizione stampata (Venezia 1591) fu erroneamente attribuito a Yonathan ben Uzziel a partire dall'abbreviazione t.y. Fu composto al più tardi nella seconda metà del VII secolo. Contiene l'intera Torah. Il suo testo si avvicina più a una parafrasi che a una traduzione, con alcune digressioni retoriche, poetiche e mistiche. Presenta in alcune glosse diversi richiami al mondo islamico.
- Targum Yerushalmi II, detto Targum Frammentario, conteneva in origine una versione della Torah, ma ne sono rimasti solo numerosi frammenti.
- Targum Yerushalmi III, conteneva anch'esso il testo della Torah ma ne sono rimasti solo pochi frammenti.
- Oltre a questi Targumim del Pentateuco, rientrano nella dicitura Targumim Yerushalmi anche versioni dei singoli libri dei Profeti.

## Altri Targumim
- Targum degli agiografi. Siccome il culto della sinagoga non prevedeva anticamente la lettura di brani degli Scritti, non fu inizialmente pressante la necessità di un Targum di tale sezione dell'AT. Vennero realizzati relativamente tardi e sono inglobati nella dicitura collettiva di Targum degli Agiografi (= dei libri santi), di origine palestinese. Aderiscono strettamente al testo ebraico i targumim di Sal e Gb, quest'ultimo con molte aggiunte. Il targum di Proverbi è molto vicino al testo contenuto nella Peshitta. Per Megillot (Libro di Rut, Cantico dei Cantici, Qoelet, Lamentazioni, Ester) non si tratta propriamente di traduzioni ma di commentari.
- Targum Neofiti, contiene i cinque libri della Torah. Si tratta di una copia fatta da Egidio di Viterbo nel 1504 del Targum Palestinese del Pentateuco, fu donato da Ugo Boncompagni al Collegio dei Neofiti nel 1602. Acquistato nel 1896 da parte della Biblioteca Vaticana, fu riscoperto nel 1949 da A. Diez Macho.